# Karenus Kristofer Thinn

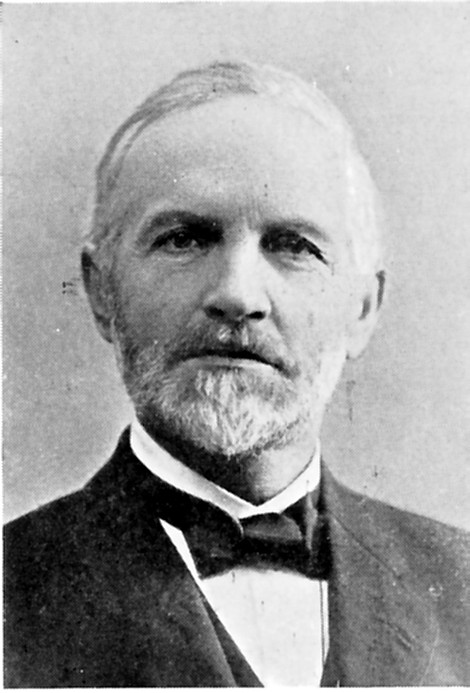
Karenus Kristofer Thinn.

Karenus Kristofer Thinn, född den 19 december 1850 på Toten, död den 24 mars 1942, var en norsk domare. 
Han blev student 1869, candidatus juris 1874 och var så ett par år edsvuren sorenskriverfuldmægtig. Efter att i sex år ha varit kontorschef vid Kristiania fattigväsens expeditionskontor, blev han 1884 konstituerad som assessor i Kristiania Byret. År 1889 utnämndes han till statsadvokat för Trondhjems lagsaga och 1891 till lagman i Haalogaland. År 1901 blev han förflyttad i samme egenskap till Borgartings och Agders lagdöme. Sedan 1902 var han varje år utsedd till att biträda rikets Højesteret som extra ordinarie assessor efter inkallelse. Den 19 januari 1909 blev han utnämnd till justitiarius i denna domstol, en post han frånträdde 1920 i enlighet med lagen av 14 maj 1917 om åldersgräns för offentliga tjänstemän. Genom sin verksamhet som justitiarius befäste han sitt anseende som en framstående domare. Åren 1916 och 1920 tjänstgjorde han som ordförande i olika av regeringen tillsatta skiljenämnder till medling i arbetstvister.